# Звартноц (аэропорт)
Международный аэропорт Звартно́ц (арм. Զվարթնոց Միջազգային Օդանավակայան; IATA: EVN, ICAO: UDYZ) — международный аэропорт Еревана, столицы Армении. Расположен в 12 км к западу от города, недалеко от храма Звартноц. Аэропорт является главным международным транспортным узлом Армении и самым загруженным аэропортом страны.

## История
Возведённый в 1961 году терминал не сохранился до наших дней.
В 1970 году прошёл открытый конкурс архитектурных проектов. Первый приз был присужден конструктору С. Багдасаряну и группе архитекторов, в которую входили А. Тарханян, С. Хачикян, Ж. Шехлян, Л. Черкезян. Позднее проект был видоизменён при участии архитекторов А. Тиграняна и А. Месчяна. В 1980-е годы произошла реновация аэропорта, было добавлено больше терминалов аэровокзала, чтобы обеспечивать пассажиропоток внутри Советского Союза.
В июле 1988 года на фоне набирающего обороты карабахского конфликта в аэропорту произошла гуманитарная катастрофа, из-за того что в аэропорт прибыла «многочисленная группа людей со стороны Еревана с призывом к забастовке», в результате было отменено множество рейсов. Многочисленные пассажиры, включая детей, не могли покинуть страну и были вынуждены спать на полу. Позже забастовку подавили направленные в республику советские военные.
Когда в 1991 году Армения объявила о своей независимости, возрос грузопоток. И в 1998 году был открыт новый грузовой терминал, пропускной способностью 100 000 тонн груза в год.
С 1992 года российские пограничники работали на КПП Звартноца вместе с армянскими согласно межгосударственному договору.
В 2001 году Правительство Армении подписало договор об управлении аэропортом сроком на 30 лет с аргентинской компанией «Корпорасьон Америка», которая принадлежит аргентинцу армянского происхождения Эдуардо Эрнекяну. В рамках соглашения компания провела реновацию и расширила аэропорт.
Строительство нового терминала началось в 2004 году, и после 40 месяцев работы, 1 июня 2007 года, был открыт новый терминал, а 16 сентября 2011 года — ещё один.
В 2017 году аэропорт обслужил 2 448 250 пассажиров, 10 621 самолётов и 22 324 тонны груза.
Аэропорт рассчитан на обслуживание наиболее крупных воздушных судов, таких как Ан-225, Boeing 747-400 и Airbus A380.
30 января 2013 года на конкурсе, проводимом организацией Arabian Reach в Дубае, ОАЭ, аэропорт «Звартноц» был отмечен как «Лучший аэропорт СНГ и Балтии».
31 июля 2024 года российских пограничников, работающих на КПП аэропорта Звартноц с 1992 года, заменили сотрудники Пограничных сил Республики Армения. За год до этого стало известно, что российские пограничники задержали, а затем депортировали гражданина России, при этом не уведомив армянскую сторону.

## Расширение
В 2004 году началось строительство нового терминала, которое стоило 100 миллионов долларов. Площадь терминала 19 200 м², пропускная способность — 2 миллиона пассажиров в год. Здание терминала было построено в рамках договора об управлении аэропортом.
14 сентября 2006 года был открыт новый зал прилёта. Новый международный зал был открыт 1 июня 2007 года.
Дополнительные инвестиции в размере 100 миллионов долларов были распределены до 2010 года. Развитие аэропорта в течение следующих 30 лет будет стоить 164 миллиона евро. Более 70 миллионов евро было потрачено на первую фазу — расширение на 19 200 м2 и ремонт около 45 000 м2.
По окончании первой фазы была построена взлётная полоса в 54 000 м2 и здание площадью 45 000 м2; новый терминал занимает 25 000 м2 этой площади. Была построена новая парковочная зона вместительностью 1000 машин. Многие международные авиакомпании осуществляют рейсы из аэропорта Звартноц, соединяя Ереван со всем миром.

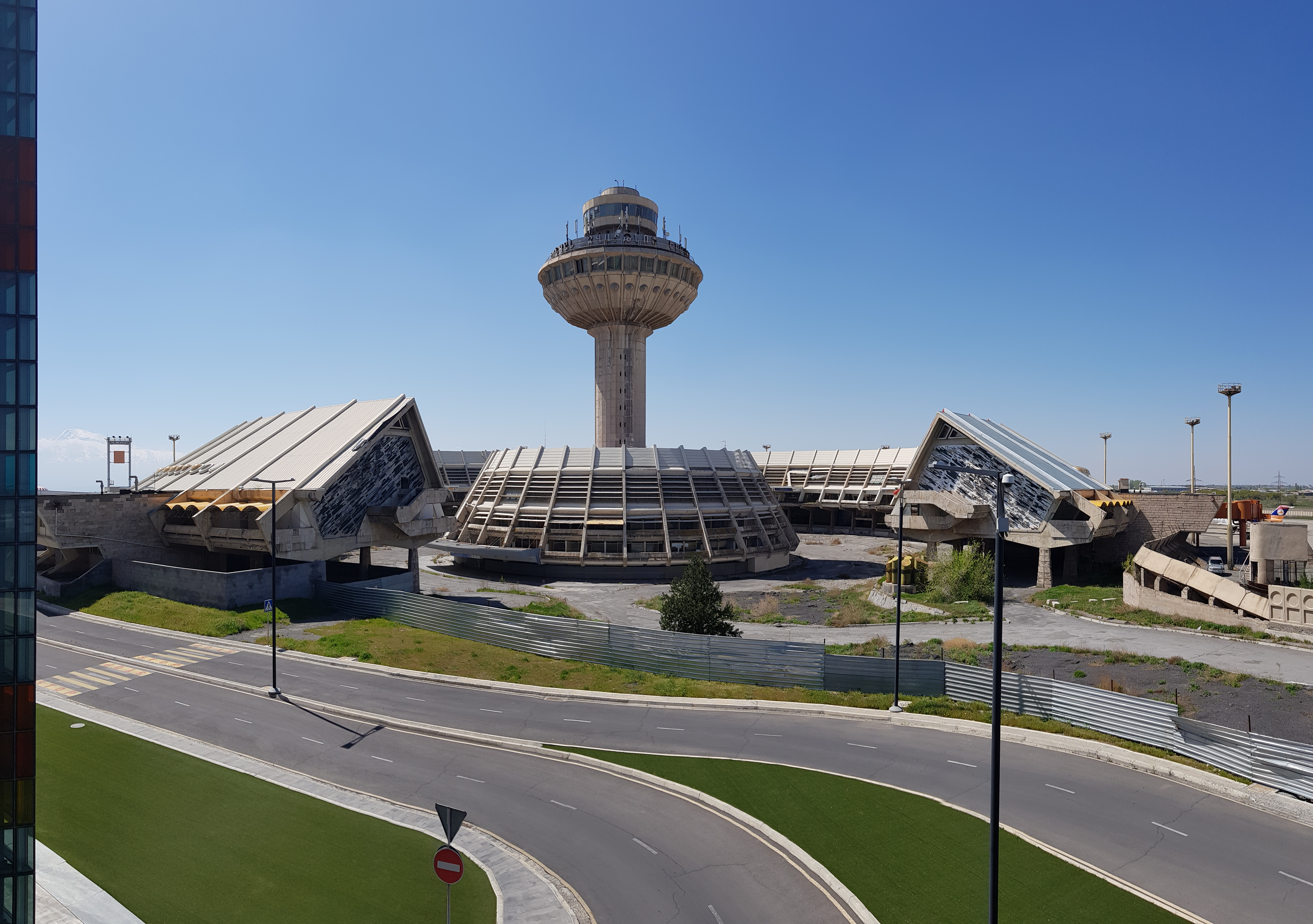
Старый терминал
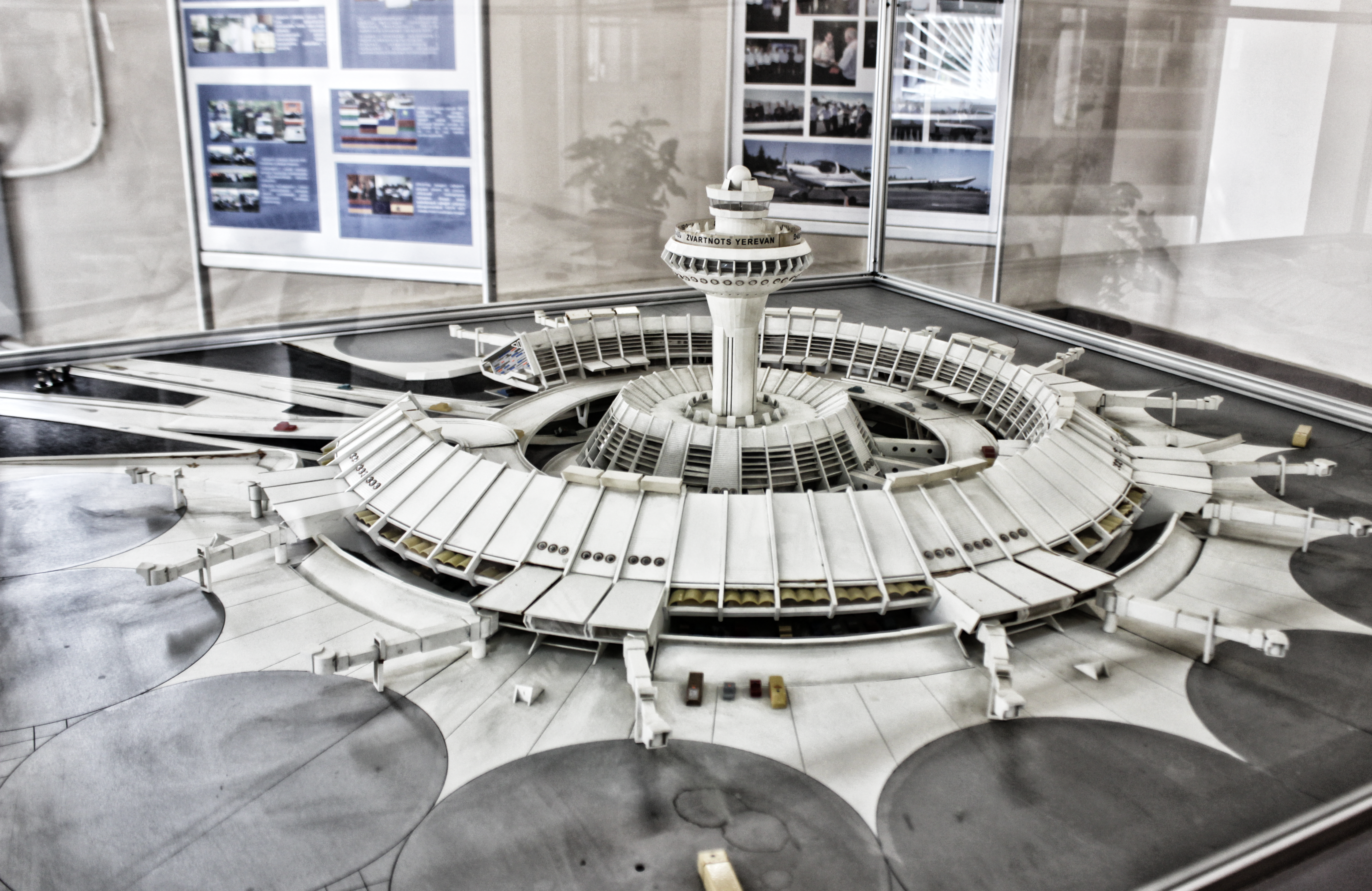
Макет старого терминала
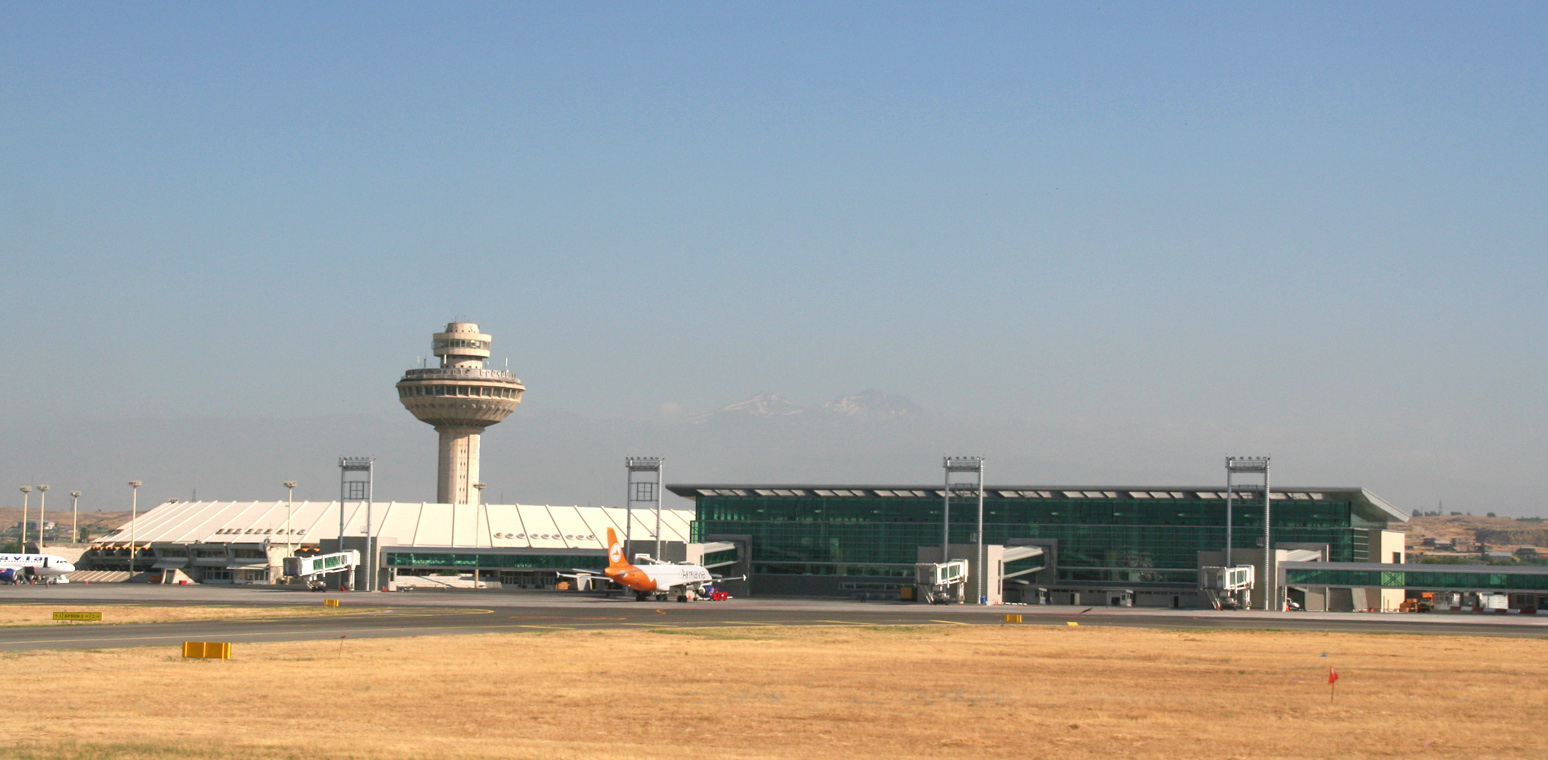
Слева — здание старого терминала (больше не используется), справа — новый зал прилёта (2007 год)

Зал прилётов был увеличен в два раза, чтобы принимать более 1000 пассажиров в час. Движение пассажиров было значительно упрощено благодаря расширению таможенной зоны. Были модернизированы зоны ожидания, на территории нового терминала аэропорт предоставляет бесплатный Wi-Fi, действуют магазины беспошлинной торговли Duty free и открыты рестораны.
Посадочная полоса 09 оборудована курсо-глиссадной системой II категории, что позволяет самолётам заходить на посадку при низком практическом потолке (30 метров) и плохой видимости (350 метров).
Весной 2008 года началось строительство нового пассажирского терминала. Проект был завершён в сентябре 2011 года. Новый терминал площадью 52 000 м2 увеличил в два раза количество пропускных пунктов. Была построена новая подземная парковка площадью 2000 м2, способная вместить более 800 машин. С завершением строительства терминала аэропорт Звартноц стал единственным аэропортом Кавказского региона, отвечающим требованиям категории B. На конец 2010-х годов аэропорт может обслуживать до 3,5 миллионов пассажиров в год. Реализация проекта стоила 160 миллионов долларов, часть этой суммы — ссуда Азиатского банка развития. Новый терминал начал работать 16 сентября 2011 года.
Правительство продолжает финансировать ремонтно-восстановительные работы в аэропорту.
В 2019 году аэропорт обслужил трёхмиллионного пассажира. В 2022 году число обслуженных пассажиров превысило 3,5 млн человек.

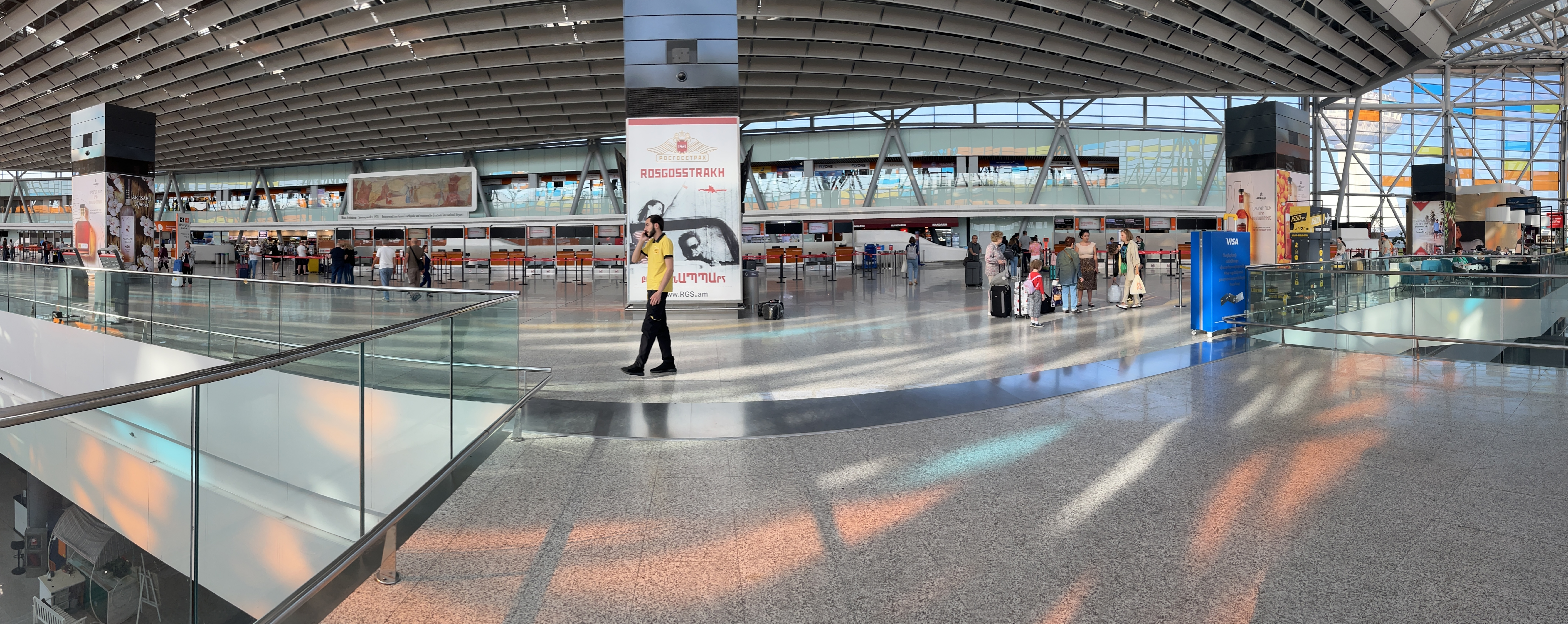
Зона регистрации на рейсы
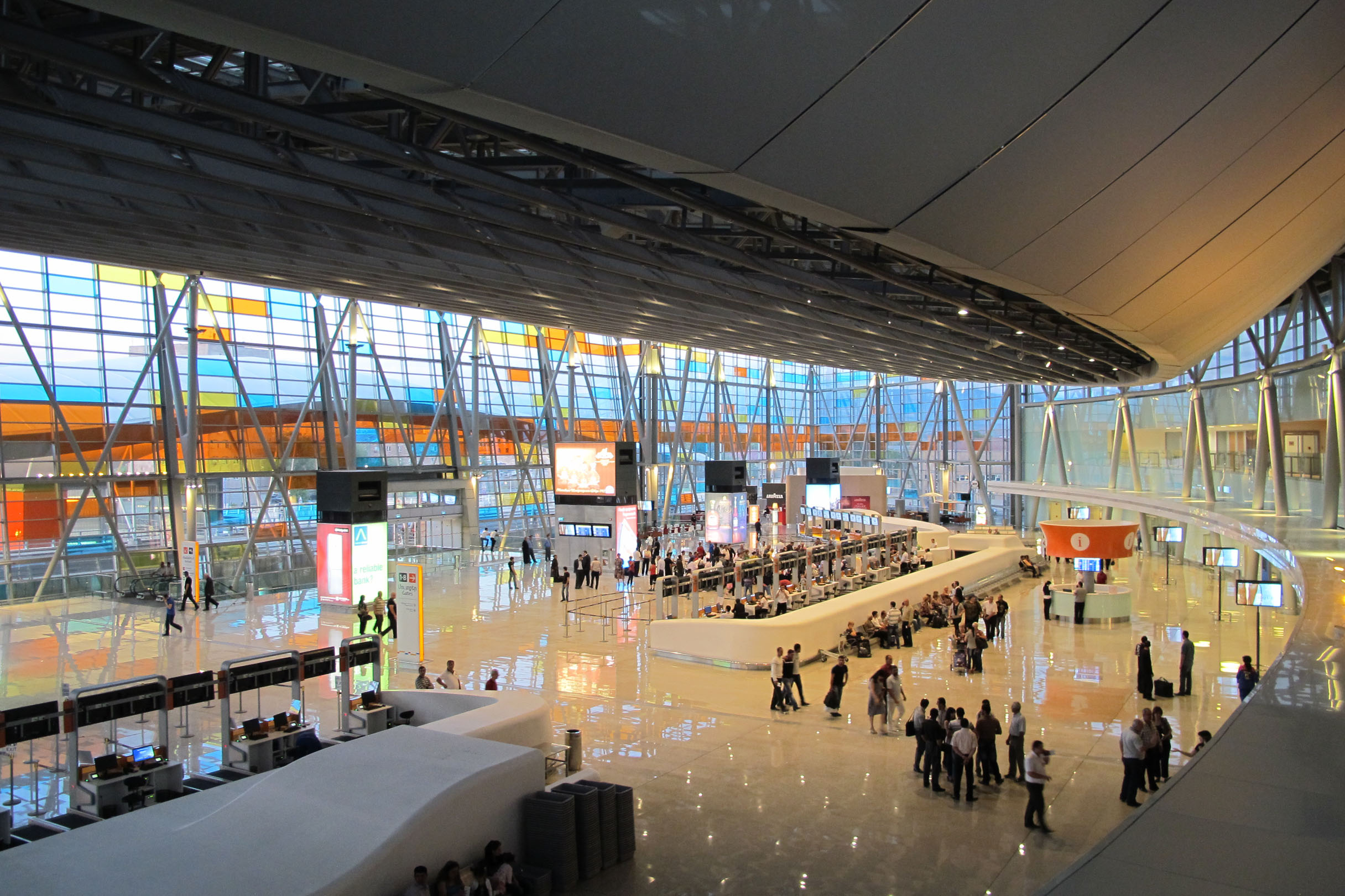
Зона регистрации на рейсы
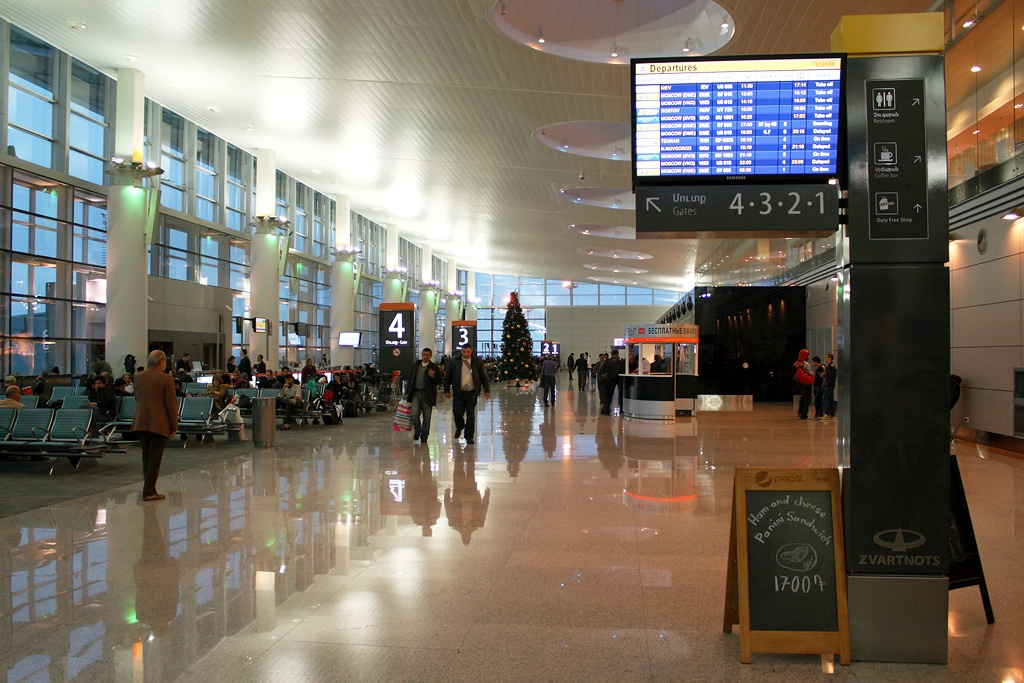
Зал отправления
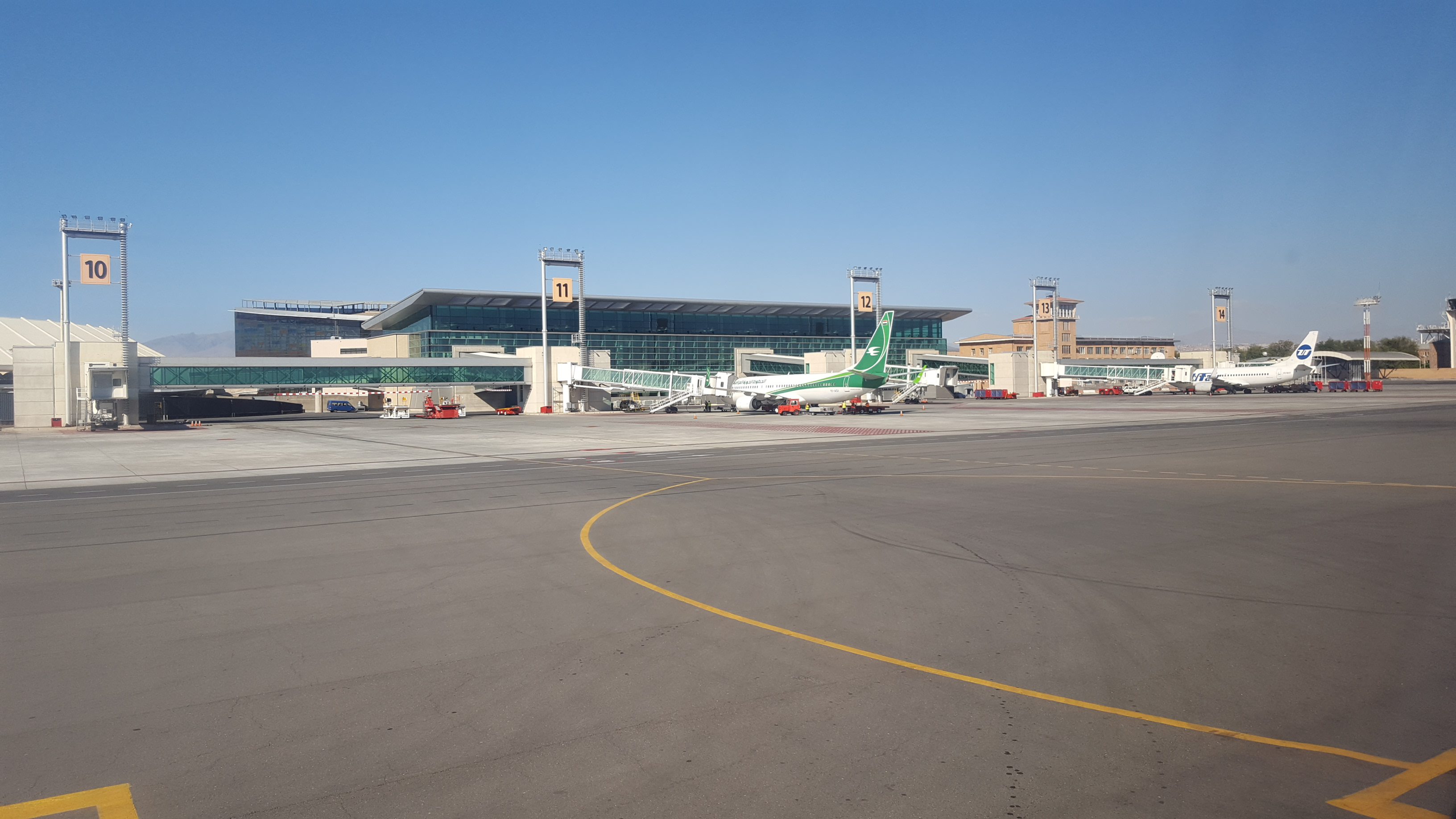
Аэродром и аэропорт
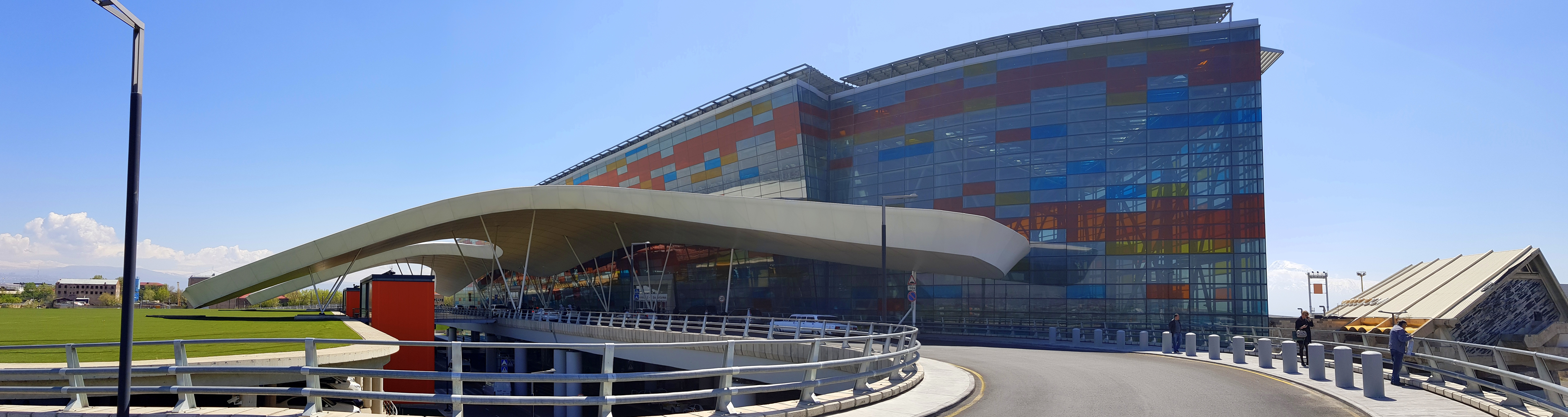
Подъезд к зоне вылета
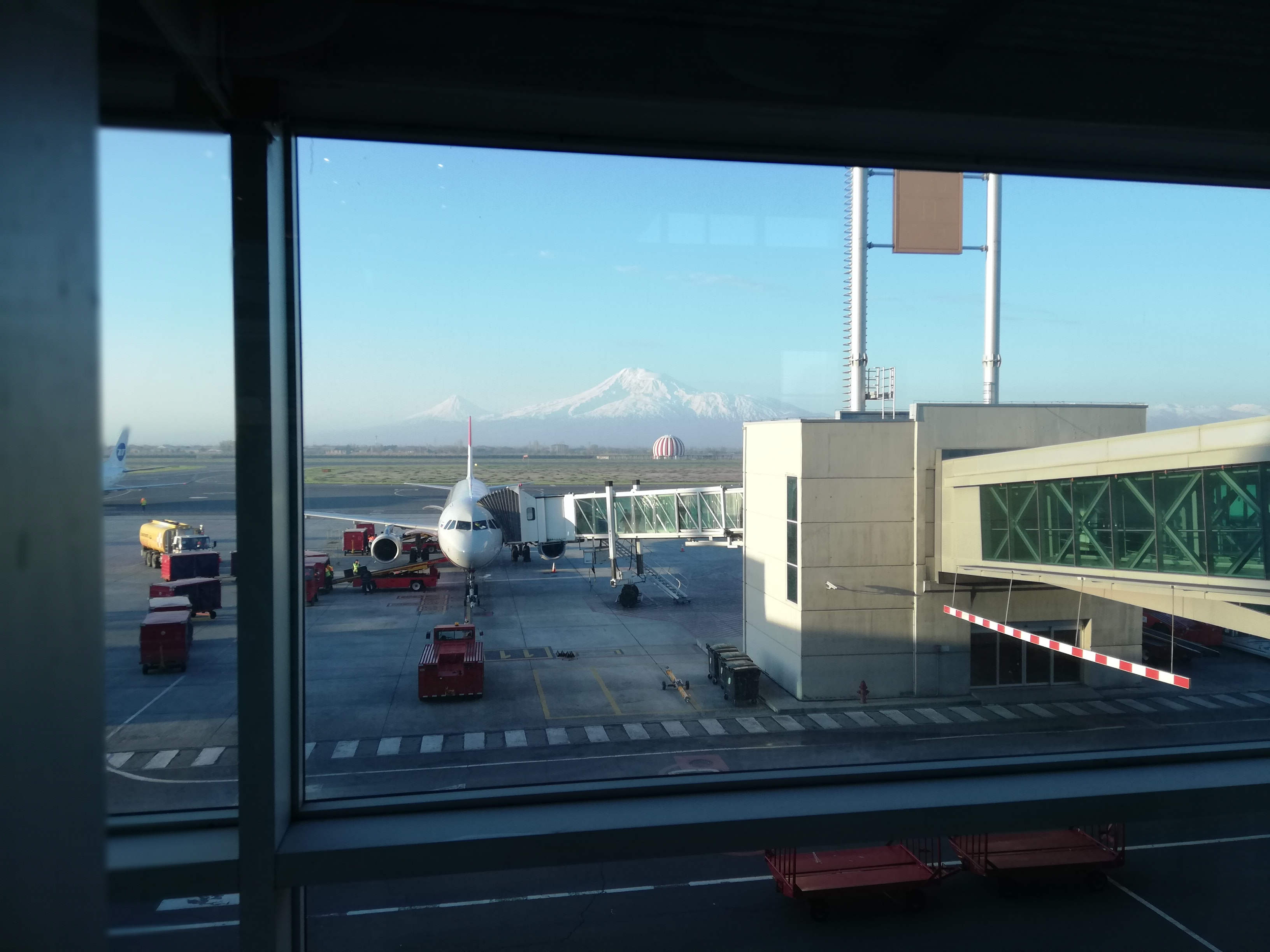
Вид на Арарат

## Система безопасности
Чтобы соответствовать международным воздушным стандартам, руководство аэропорта улучшило систему безопасности. Было установлено 150 камер наблюдения, внутри помещения и вокруг здания аэропорта. Здание охраняется Вооружёнными силами Армении.
В процессе модернизации были установлены новые дисплеи оповещения, автоматизированная система регистрации багажа и программа биометрического контроля пассажирского потока. Доступ в зал ожидания защищён трёхступенчатой системой безопасности: предконтроль (посадочный талон), паспортный контроль и рентгеновский контроль. До лета 2018 года также контролировались отпечатки пальцев всех пассажиров.

## Терминалы
Аэропорт Звартноц состоит из трёх терминалов: Терминала 1 (построен в 1971, закрыт в 2011 году), Терминала 2, состоящего из двух зданий — зала прилёта, работающего с 2006 года, и зала отправления, открытого с 2011 года, и терминала для глав государства и официальный государственных делегаций.
Закрытый ныне Терминал 1 имеет круглую форму. Под мостом, который служил выходами на посадку, располагалась подземная парковка вместительностью 250 машино-мест. Зал прибытия находился на нижнем этаже, был темным и узким. Зал прилёта был перенесён в новое здание Терминала 2 в 2006 году. Когда был открыт зал отправления Терминала 2, его выходы на посадку были соединены мостом с Терминалом 1.
Всего в Терминале 1 было девять выходов на посадку, три из которых были оборудованы телетрапами (к 2011 году число выходов увеличилось до пятнадцати, а число телетрапов — до восьми), 21 стойка регистрации и две багажные ленты. В 2011 году терминал был закрыт, работы по деконструкции терминала уже начались в круговой его части, башня будет отремонтирована и останется на месте.
Терминал 2 открывался в три этапа: в 2006, 2007 и 2011 годах. Терминал может обслуживать до трёх с половиной миллионов человек в год. Зал регистрации расположен на втором этаже под высоким стеклянным потолком и включает в себя 42 стойки регистрации, оснащённые современным оборудованием. Зал посадки состоит из пяти выходов, магазинов беспошлинной торговли, кафе, зоны отдыха напротив восьмиметрового (26 футов) стеклянного фасада с панорамным видом на взлётную полосу и гору Арарат и бизнес-лаунжа на 4-м этаже. Зона паспортного контроля состоит из шестнадцати будок и рентгеновского сканера. Зал прилёта начинается со стеклянного туннеля между первым и вторым этажом, который ведет к эскалаторам и пятнадцати будкам иммиграционного контроля через магазины duty-free, затем к четырём багажным лентам. Выход из аэропорта соединён с залом отправления, где располагаются кафе, банки и информационная стойка для туристов. На выходе из терминала расположены стоянка такси и трёхэтажная парковка.

## Статистика аэропорта
| Год                                               | 2005      | 2006      | 2007      | 2008      | 2009      | 2010      | 2011      | 2012      | 2013      | 2014      | 2015      | 2016      | 2017      | 2021      | 2022      | 2023      |
| ------------------------------------------------- | --------- | --------- | --------- | --------- | --------- | --------- | --------- | --------- | --------- | --------- | --------- | --------- | --------- | --------- | --------- | --------- |
| Общий пассажиропоток                              | 1 111 400 | 1 125 698 | 1 387 002 | 1 480 000 | 1 447 397 | 1 612 016 | 1 600 891 | 1 691 815 | 1 691 710 | 2 045 058 | 1 879 667 | 2 105 540 | 2 448 250 | 2 284 512 | 3 485 509 | 5 052 056 |
| Пассажиропоток (отправление)                      | 546 000   | 562 825   | 698 614   | 751 310   | 729 835   | 816 866   | 807 953   | 845 700   | 830 000   | 1 019 765 | 944 373   | 1 048 153 | 1 218 340 | 1 150 979 | 1 711 615 | 2 514 480 |
| Пассажиропоток (прибытие)                         | 547 400   | 562 873   | 688 388   | 628 690   | 717 562   | 795 150   | 792 944   | 846 115   | 861 710   | 1 025 293 | 935 294   | 1 057 387 | 1 229 910 | 1 133 533 | 1 773 894 | 2 537 576 |
| Грузопоток (тонны)                                | 9119      | 9276      | 10 004    | 10 774    | 8400      | 8800      | 10 014    | 12 251    | 10 361    | 10 345    | 10 123    | 18 269    | 22 324    |           |           |           |
| Экспортируемый груз (тонны)                       | 3701      | 4080      | 3515      | 4000      | 3100      | 3300      | 4741      | 6687      | 6109      | 6450      | 6607      | 13 784    | 16 983    |           |           |           |
| Импортируемый груз (тонны)                        | 5418      | 5196      | 6489      | 6700      | 5200      | 5500      | 5273      | 5564      | 4252      | 3895      | 3516      | 4485      | 5341      |           |           |           |
| Движение воздушных судов (отправление и прибытие) | 6897      | 6746      | 7953      | 8624      | 8699      | 9783      | 9858      | 10 392    | 8721      | 10 409    | 9012      | 9266      | 10 621    |           |           |           |

## Наземный транспорт
Официальный сервис аэропорта Звартноц — это служба Airport Taxi, которая обслуживает только направление из аэропорта в любую точку города и обратно. Служба не занимается перевозками по городу.
С 2017 функционирует автобусный сервис по маршруту Аэропорт Звартноц — центр города Ереван. Автобус отправляется каждые полчаса в промежутке времени с 7:00 до 22:00, и каждый час с 22:30 до 7:00. Маршрут обслуживается автобусами Elitebus, проезд стоит 300 драм в одном направлении. Автобус делает остановки в центральной части Еревана: у станции метро Молодёжная (Еритасардакан), недалеко от перекрестка улиц Абовян и Саят-Нова, на улице Амиряна у Площади Республики и проспекте Месропа Маштоца.